# Ernst Bönsch

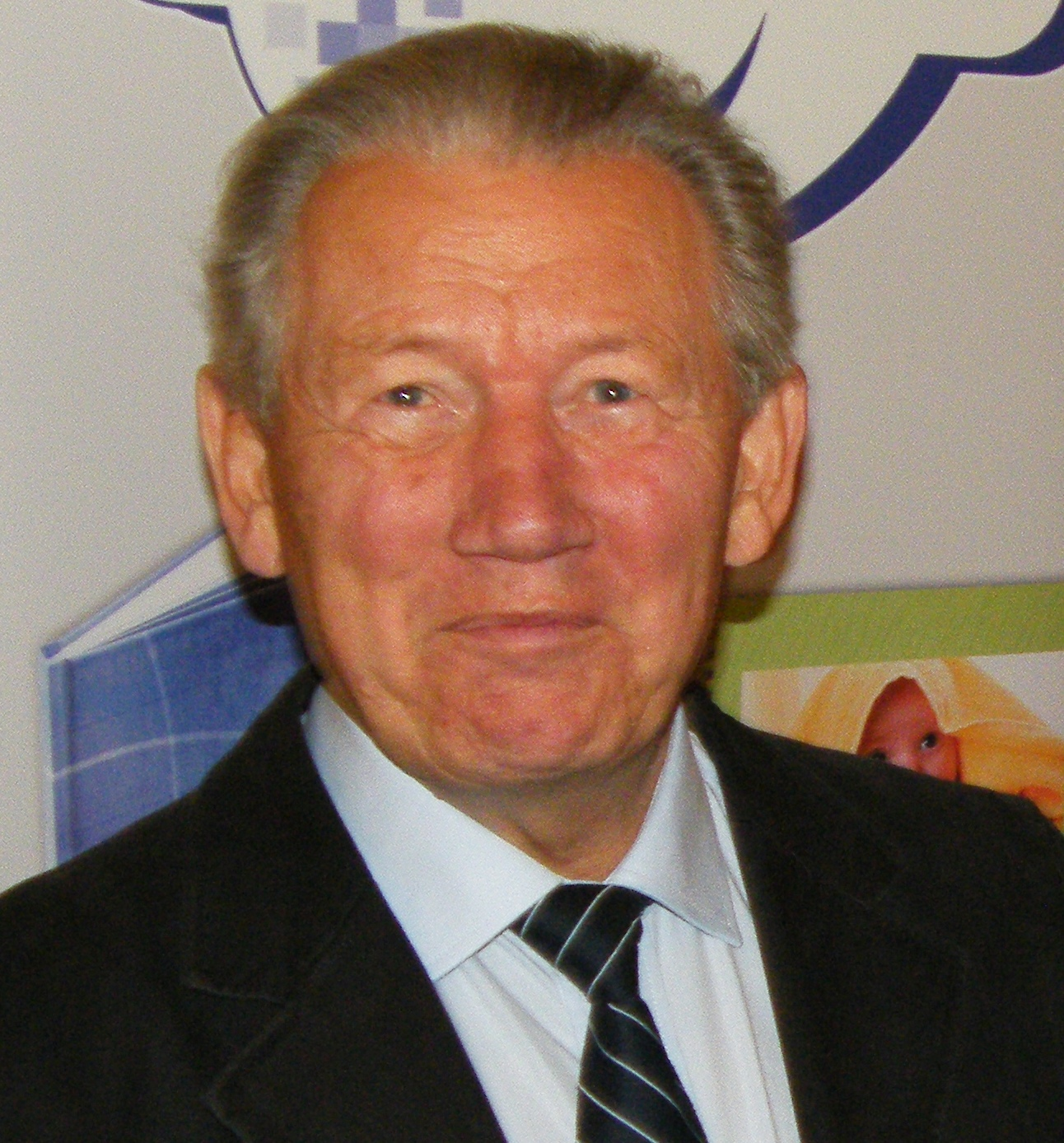
Ernst Bönsch in Berlin 2010

Ernst Bönsch (* 19. Juni 1931 in Pilnikau, Okres Trutnov, Erste Tschechoslowakische Republik; † 3. Februar 2024) war ein deutscher Schachtrainer, -spieler, -funktionär und Buchautor. Er war jahrzehntelang als Verbandstrainer an Erfolgen der DDR-Auswahlmannschaften beteiligt.

## Berufsweg zum Schachtrainer
Bönsch wuchs in Nordböhmen auf. Die sudetendeutsche Familie wurde 1946 aus der Tschechoslowakei ausgewiesen. Die erste Begegnung mit dem Schachspiel verbindet Bönsch mit diesem Ereignis, da ihm ein früherer Schulkamerad während der Bahnfahrt nach Sachsen auf einem Reiseschach die Spielregeln erklärte.
Die Familie fand in Halle eine neue Heimat, wo Ernst Bönsch sich der Schachgemeinschaft „Stahl Halle“ anschloss. Er wurde mehrfacher Hallescher Jugendmeister. Dem 18-jährigen Jugendleiter wurde die Nachwuchsarbeit für alle Schachvereine der Stadt Halle anvertraut. Im Erwachsenenbereich gewann er mit dem SC Chemie Halle zwischen 1957 und 1977 fünfmal die DDR-Mannschaftsmeisterschaft.  Als der Kreisfachausschuss Schach ihn als ersten Schachspieler an die Deutsche Hochschule für Körperkultur delegierte, war ein Grundstein zur Trainerkarriere gelegt. Er verfasste dort 1955 unter dem Titel „Zur Methodik des Schachspiels – Ein Beitrag für den außerschulischen Kindersport“ erstmals eine schachbezogene Diplomarbeit.
Danach ging er an die Deutsche Akademie für Staats- und Rechtswissenschaft (Verwaltungshochschule Potsdam) und arbeitete dort als Diplomsportlehrer im Studentensport. Hier wurden die Verantwortlichen im Präsidium des Deutschen Schachverbandes der DDR (DSV), darunter Geschäftsführer Horst Rittner und Nationaltrainer Hans Platz, auf ihn aufmerksam. Bönsch trat eine Stelle als Referent beim DSV in Berlin an. Bereits 1957 zog es Bönsch jedoch vor, als Vereinstrainer nach Halle zurückzukehren. In seiner Heimatstadt baute er daraufhin zwei Jahrzehnte lang einen Leistungsschwerpunkt im Schach auf. Halle (Saale) wurde unter seiner Leitung eine Hochburg des Leistungsschachs in der DDR. Er leitete zwischen 1970 und 1982 den wissenschaftlich-methodischen Ausschuss des DSV sowie von 1977 bis 1988 den DSV-Trainerrat. Von 1988 bis 1990 hatte er beim DSV das Amt des Generalsekretärs und Geschäftsführers inne.

## Einsatz für den DDR-Schachsport
Als Verbandstrainer nahm Bönsch an sieben Schacholympiaden der Frauen und Männer teil. Das Frauenteam rückte in die Weltspitze auf und erreichte 1957 in Emmen und erneut 1963 und 1966 die Bronzemedaille. Erfolgreichste Spielerin war Edith Keller-Herrmann. Das Berufsbild Trainer umspannte viele Facetten. Bönsch war Mannschaftskapitän, Sekundant, Delegationsleiter, Schiedsrichter und Manager. Er führte die DSV-Kommission Leistungssport und den Trainerrat. Auf dem FIDE-Kongress 1964 in Tel Aviv wurde er außerdem 1964 zum Internationalen Schiedsrichter ernannt. Weil die Regeln des DDR-Sports festlegten, dass hauptamtliche Trainer ihren Sport nicht selbst wettkampfmäßig betreiben durften, gelangte Bönsch aktiv nur als Ersatzspieler (in seiner Kapitänsfunktion) zu sporadischen Einsätzen im Mannschaftsschach.
Der DDR-Schachsport erfuhr 1972 einen Einschnitt. Er zählte nicht mehr unter die geförderten Leistungssportarten, Spieler und Trainer durften danach nicht mehr an FIDE-Veranstaltungen, ob in West oder Ost, teilnehmen. Lediglich Länderkämpfe fanden noch in beschränktem Rahmen statt. Seither konzentrierte sich Bönsch darauf, die gesellschaftliche Bedeutung des Schachspiels hervorzuheben. So hielt er 1972 bei der Ersten Wissenschaftlichen Konferenz zum Thema „Schach und Persönlichkeitsbildung“ in Halle, der sich weitere Veranstaltungen anschlossen, das Hauptreferat. Als eigenen wissenschaftlichen Beitrag schloss er 1977 eine Dissertation über die spieltheoretische Entwicklung des Schachsports ab mit dem Titel Untersuchungen über die didaktisch-methodische Gestaltung der Schachausbildung unter besonderer Berücksichtigung der spieltheoretischen Entwicklung des Schachsports. Seine Erkenntnis in diesem Themenbereich veröffentlichte Bönsch auch 1978 in der Zeitschrift Theorie und Praxis der Körperkultur. In den 1980er Jahren brachte Bönsch die Fachbücher Schachlehre: ein Handbuch für Lehrende und Lernende (1985), das mehrmals neuaufgelegt wurde, Schach: Lehr- und Ausbildungsprogramm (1987) und Kleines Lexikon Schach: [das königliche Spiel von Abtausch bis Zugzwang] (1988) heraus. In einem 1983 in der Zeitschrift Theorie und Praxis der Körperkultur erschienenen Beitrag setzte sich Bönsch mit dem Thema Denkprozesse im Schachspiel und ihre Übertragung auf Zweikampfsportarten und Sportspiele auseinander.
Bönsch war ferner maßgeblich daran beteiligt, 1982 an der Deutschen Hochschule für Körperkultur eine Spezialausbildung im Fach Schach einzuführen. Erste Absolventin war die Internationale Meisterin (WIM) Martina Beltz. Nach vielen Bemühungen und internationaler Unterstützung konnte eine DDR-Mannschaft schließlich 1988 wieder an der Schacholympiade teilnehmen.

## Fortsetzung der Tätigkeit für den DSB
Nach der deutschen Einheit konnte Bönsch seine vielfältigen Traineraktivitäten fortsetzen. Von 1996 bis 2004 war er Honorar-Trainer im Leistungsstützpunkt Rüdersdorf und Lehrwart des Landes Brandenburg. Seit 1997 war er zudem als Mitglied der zentralen Lehrkommission des Deutschen Schachbundes für den Rahmentrainingsplan und die Rahmenrichtlinien zur Trainerausbildung zuständig. Zuletzt war er als ehrenamtlicher Trainer für den DSB tätig. Nach 2001 koordinierte er den Aufbau der Trainerakademie der FIDE, die auf dem Gelände des Berliner Olympiastadions angesiedelt ist. Im Jahre 2010 zeichnete ihn der Deutsche Schachbund mit der Ehrennadel in Gold aus. Sein Sohn, Großmeister Uwe Bönsch, war von 1997 bis 2013 Bundestrainer des Deutschen Schachbundes. Gemeinsam veröffentlichten sie im Jahr 2000 das Buch Schachlehre, Schachtraining: methodisches Handbuch für Lehrende und Lernende.

## Veröffentlichungen
- Kleines Lexikon Schach, Sportverlag, Berlin 1989 (2. Auflage). ISBN 3-328-00360-6.
- Schach. Anleitung für Anfänger: ein methodischer Weg zum schnellen Erlernen des Schachspiels, DTSB, Berlin 1989
- Schachlehre – Schachtraining. Methodisches Handbuch für Lehrende und Lernende (gemeinsam mit Uwe Bönsch), Sportverlag, Berlin 2000. ISBN 3-328-00869-1 (die Erstauflage erschien 1985 unter dem Titel Schachlehre).